# موکوس پلاک گردن رحم
موکوس پلاک گردن رحم (سرویکس) (انگلیسی: cervical mucus plug) ترشحات موکوسی است که در زمان بارداری کانال سرویکس را پر می‌کند. از مقادیر کم موکوس گردن رحم تشکیل شده‌است.
موکوس پلاک سد محافظتی است در برابر عبور باکتری‌ها به داخل رحم و عوامل ضد میکروبی مختلفی دارد مثل ایمونوگلوبولین‌ها و پپتیدهای ضد میکروبی. به‌طور طبیعی در زمان بارداری، موکوس کدر، صاف، غلیظ است. در انتهای بارداری که گردن رحم نازک می‌شود، کمی خون وارد گردن رحم می‌شود و باعث می‌شود تا موکوس به نظر خون آلود باشد. در زمانی که به وضع حمل نزدیک می‌شویم، موکوس پلاک با باز شدن سرویکس ترشح می‌شود.
داشتن مقاربت یا معاینات واژن ممکن است در وضعیت موکوس پلاک تغییر ایجاد کند. ظاهری ژل مانند و رنگ آن سفید - زرد می‌باشد گاهی سفید خالص یا می‌تواند صورتی باشد. ترشح موکوس پلاک می‌تواند نشانه اول زایمان باشد بنابراین با دیدن آن به پزشک مراجعه نمایید. این در حالی است که برخی مواقع قبل از زایمان خارج نمی‌شود. برخی مواقع خروج آن همراه با احساس درد در ناحیه پایین شکم شبیه درد زمان قاعدگی است.